# Mossack Fonseca
Mossack Fonseca & Co. è stato un gruppo di aziende con sede a Panama, con 46 uffici, distribuiti tra l'America, l'Europa, l'Asia e l'Africa.
Lo studio, coinvolto nello scandalo Panama Papers del 2017, ha dichiarato la chiusura nel marzo 2018.

## Storia
L'azienda venne fondata nel 1977 dall'avvocato Jurgen Mossack (1948), figlio di un ufficiale delle SS naziste, e l'avvocato Ramon Fonseca (1952-2024), e disponeva di uno staff di oltre 500 persone. Nel 2004, l'avv. Christoph Zollinger è diventato socio del Gruppo. Ampiamente riconosciuta per le sue giurisdizioni: Cipro, Hong Kong, Isole Vergini britanniche, Anguilla Britannica, Bahamas, Nevada, Samoa, Seychelles, Panama e Wyoming, il gruppo offre anche servizi d'incorporazione in altri centri finanziari internazionali.
Dal 2010, dopo la realizzazione di rigorosi processi di qualità, il gruppo si consolida come il primo studio legale a Panama ad ottenere la certificazione ISO 9001:2008, ricevuta dall'agenzia di certificazione SGS, accreditata dalla UKAS e dell'ANAB, entrambe agenzie indipendenti dotate dei più alti e rigorosi sistema di auditing al mondo.
È anche il primo fornitore globale ad offrire un portale online di tecnologia avanzata per i suoi clienti, per l'amministrazione quotidiana ed in tempo reale delle società. E inoltre specializzata nei servizi giuridici e fiduciari, nella consulenza agli investitori e nella conoscenza delle strutture internazionali.

## Servizi giuridici
I servizi giuridici della Mossack Fonseca coprivano diverse aree: registrazione di navi, immatricolazione di aeromobili, immigrazione, contratti, e proprietà intellettuale, come anche il diritto mercantile. L'azienda era leader nel settore dell'incorporazione di società, offrendo una varietà di servizi che la rendono un importante referente dell'industria. Assisteva tutte le aziende che desideravano spostarsi fisicamente a Panama, gestendone tutti gli aspetti logistici, dall'immigrazione, all'acquisto e l'affitto d'immobili, allo stabilimento dei loro affari.
Gli avvocati del gruppo fungevano inoltre da ambasciatori informali, sia promuovendo investimenti a Panama, che come membri di forum di discussione rispetto ai temi giuridici e alle potenzialità del paese. L'azienda era anche attiva nel sociale, nelle comunità adiacenti ai suoi uffici, specialmente a Panama, dove realizzava donazioni a diversi tipi di ONG, offrendo assistenza alle scuole, alle comunità povere, alle fattorie sostenibili, ai comitati sportivi ed ai progetti in favore della salute e dei più bisognosi.

## Servizi fiduciari
Il Mossfon Trust Corporation offriva assistenza giuridica in tutto il mondo, alle banche, agli avvocati, ai commercialisti, e ad altri professionisti desiderosi di fornire ai propri clienti servizi di pianificazione ereditaria e di amministrazione patrimoniale. Questo avveniva, sia attraverso fondazioni e società amministrate, che attraverso la consulenza e l'implementazione di strutture complesse, con l'apertura di conti bancari e servizi di custodia.

## Consulenza per gli investimenti
Mossack Fonseca manteneva un'alleanza strategica con il Mossfon Asset Management, S.A., un'azienda Consulenza finanziaria, dotata di licenza, e supervisionata dalla Commissione Nazionale di Valori di Panama, in grado di assumersi la gestione, a richiesta dei suoi clienti, dell'Amministrazione Discrezionale di Portafogli.
Lo staff professional del Mossfon Asset Management garantiva una professionale politica di riservatezza, un accurato sistema di indagine delle informazioni (due diligence) e una piattaforma tecnologica.